# Systegium
Systegium là một chi rêu trong họ Pottiaceae.